# 가브리엘 칼데론
가브리엘 움베르토 칼데론(스페인어: Gabriel Humberto Calderón, 1960년 2월 7일, 라우손 ~)은 아르헨티나의 전직 축구 선수이자 현재 감독이다.
칼데론은 아르헨티나의 라싱 클루브, 인데펜디엔테, 스페인의 베티스, 프랑스의 파리 생제르맹을 비롯한 여러 구단에서 활약했다. 그는 1979년 세계 청소년 선수권 대회의 우승 주역으로, 스페인의 1982년 월드컵과 이탈리아의 1990년 월드컵에 참가했었다. 은퇴 후, 그는 캉, 로잔 스포르, 그리고 중동의 여러 구단과 국가대표팀 감독을 맡았는데; 사우디아라비아, 오만 국가대표팀과 알-이티하드, 알-힐랄, 바니야스, 바레인 국가대표팀, 알-와슬, 카타르 스포츠, 그리고 페르세폴리스 지휘봉을 잡았다. 그는 라 리가의 베티스를 지도한 적도 있다.

## 클럽 경력

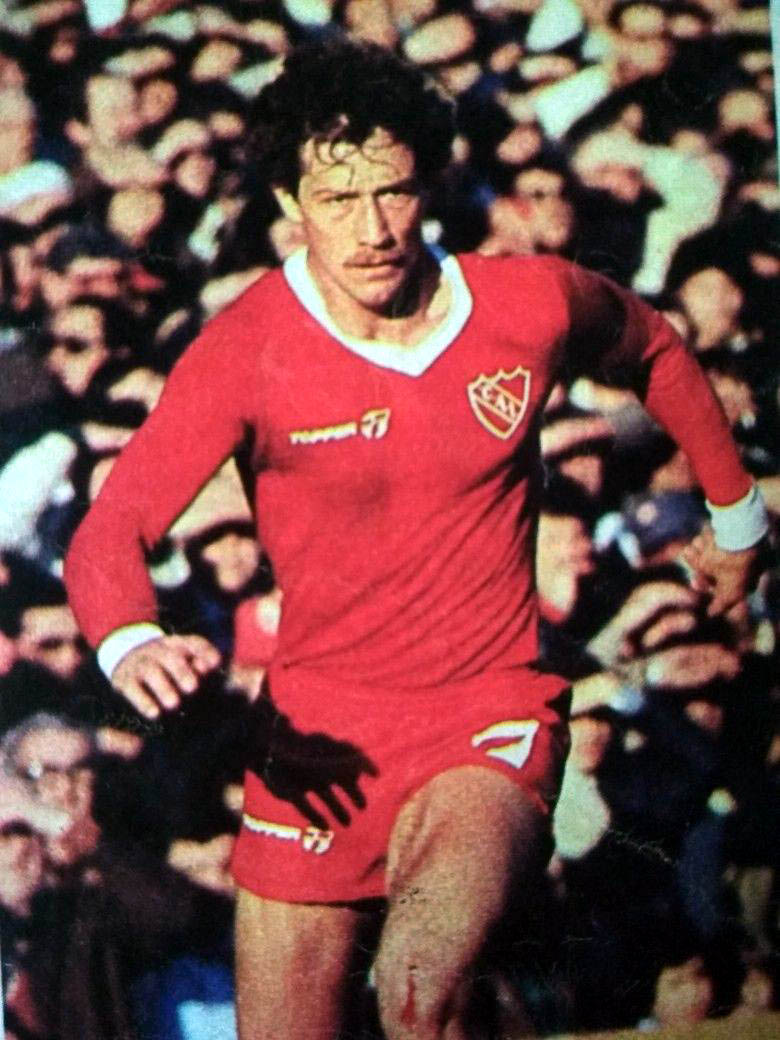
1983년, 인데펜디엔테의 칼데론

칼데론은 1960년 2월 7일, 추부트 주 라우손에서 출생했다. 그는 1974년 엘 포르베니르 2군 소속으로 축구를 시작해 1976년에 1군으로 승격했다.
그는 1976년에 엘 포르베니르 1군으로 승격된 후 인상적인 활약으로 이듬해에 라싱 클루브로 이적했고, 그 곳에서 3년을 활약했고, 라누스에서도 임대된 반 년 동안 활약했다.
그 후, 그는 인데펜디엔테에서 2년을 몸담았고, 이어서 라 리가의 베티스 선수로 활약했다. 그는 베티스에서 131번의 경기에 출전해 38골을 기록했다. 1987년, 그는 리그 1의 파리 생제르맹으로 이적해 3년 동안 프랑스 수도 소속이었다. 그는 파리 생제르맹 2년차에 주축 선수로 도약했다. 1990년, 그는 시옹으로 이적했지만, 1992년에 캉으로 이적하여 프랑스 무대에 복귀했다. 그는 이듬해 로잔 스포르로 이적해 1994년에 34세에 축구화를 벗었다.

## 국가대표팀 경력
칼데론은 아르헨티나의 U-20 국가대표팀 일원으로 1979년 세계 청소년 선수권 대회를 제패했다. 1981년, 그는 세사르 루이스 메노티 감독의 부름을 받아 국가대표팀에 차출되었다. 그의 첫 국가대표팀 경기 상대는 브라질이었고, 덴마크전에서는 그의 처음이자 마지막 국가대표팀 경기 득점을 기록했다. 그는 스페인에서 열린 1982년 월드컵과 이탈리아에서 열린 1990년 월드컵에 디에고 마라도나와 함께 참가했다. 그는 1990년 월드컵의 결승까지 진출한 아르헨티나 선수단의 주역이었다. 대회 후, 그는 30세의 나이로 국가대표팀에서 은퇴했고, 그는 그동안 23번의 국가대표팀 경기에서 1골을 기록했다.

### 국가대표팀 득점 기록
| 날짜           | 장소                         | 상대   | 결과 | 대회     | 득점 횟수 |
| -------------- | ---------------------------- | ------ | ---- | -------- | --------- |
| 1987년 4월 2일 | 아르헨티나 부에노스 아이레스 | 덴마크 | 1–0  | 친선경기 | 1         |

## 감독 경력

### 초기
칼데론은 1992년부터 1993년까지 활약했던 캉의 지휘봉을 1997년에 잡아 감독일을 시작했다. 그는 이후 또다른 전 소속 구단인 로잔 스포르의 감독으로 2003년에 취임했지만, 성적 부진으로 5달 만에 사표를 제출했다.

### 사우디아라비아 국가대표팀
칼데론은 이후 2004년 말에 사우디아라비아 국가대표팀 감독으로 취임했고, 리야드에서 우즈베키스탄을 3-0으로 완파하면서, 사우디를 독일에서 열리는 2006년 월드컵 본선에 진출시켰다. 사우디아라비아는 2006년 월드컵 예선에서 유일하게 무패로 통과했다. 칼데론은 본선 진출에 "월드컵 본선행은 모든 감독의 꿈이고, 저는 예선에서의 성적에 매우 만족합니다"라고 표했으며, "저는 사우디에 도착했을 때 가장 먼저 노린 것이 본선행이었기에 예선 결과에 만족합니다"라고 덧붙였다.
그러나 2005년 12월, 칼데론 감독은 2005년 서아시아 경기 대회에서 성적 부진으로 이라크전 패배 후 해임되었고, 그의 후임은 마르쿠스 파케타가 맡았다.

### 오만 국가대표팀

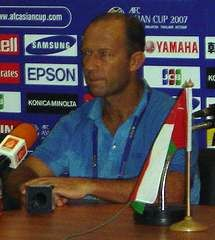
2007년 아시안컵을 앞두고 기자회견에 참석한 칼데론

2007년 4월 9일, 칼데론은 오만 국가대표팀 감독으로 취임해 2007년 아시안컵 본선행을 이끌었다. 오만은 오스트레일리아전 1-1 무승부로 대회를 시작했지만, 뒤이어 공동개최국 태국에 0-2로 패했고, 이후 조별 리그 최종전에서 이라크와 득점 없이 비기고 8강전에 진출하지 못했다. 2008년 6월 30일, 그는 오만 국가대표팀 감독직을 내려놓고 사우디 구단 알-이티하드 감독이 되었다.

### 알-이티하드
2008년 6월 30일, 그는 다시 사우디아라비아 땅을 밟고 알-이티하드의 감독이 되었다. 알-이티하드 1년차에, 칼데론은 리야드의 파흐드 국왕 경기장에서 알-힐랄과의 최종전에서 승리하고 사우디아라비아 리그 우승을 거두었는데, 알-이티하드와 시즌 준우승을 거둔 알-힐랄과의 승점 격차는 5점이었다. 그러나, 사우디아라비아는 리그 외에 재미를 보지 못했는데, 2008년 챔피언스리그에서 조기에 탈락했고, 알-샤바브 리야드와의 국왕컵에서도 패했다. 알-이티하드 2년차이자 마지막 시즌에는 알-힐랄과의 최종전에서 승리해 우승했다. 그는 2009년 챔피언스리그 결승행도 이룩했는데, A조를 1위로 마치고 16강에서 알-샤바브를 2-1로 이겼다. 이어서 우즈베키스탄의 파흐타코르에 합계 5-1로 이기고 준결승전에서 나고야 그램퍼스를 합계 8-3으로 제압했다. 일본 도쿄에서 벌어진 결승전의 상대는 한국의 포항 스틸러스였는데, 1-2로 패해 이들을 넘지 못하며 준우승에 만족해야 했다. 2달 후인 2010년 1월 13일에 칼데론 감독은 경질되었다. 경질 후, 그는 디에고 마라도나를 대신하여 2010년에 아르헨티나 국가대표팀을 이끌 감독으로 거론되었다.

### 알-힐랄
2010년 11월 5일, 칼데론은 알-힐랄의 신임 감독으로 취임했다. 그는 모로코 국가대표팀 감독으로 취임한 에릭 헤러츠 감독의 후임이 되었다. 그는 알-힐랄을 이끌고 2010-11 시즌에 무패 우승을 거두었고, 크라운 프린스컵도 석권했다. 그는 알-힐랄을 이끌고 2011년 챔피언스리그 토너먼트전에 올라갔지만, 친정 알-이티하드에 16강전에서 무릎을 꿇었다. 이 성과에도 불구하고, 그는 2011년 7월 19일에 숙적 알-이티하드와의 국왕컵 1차전 경기에서 0-3으로 완패하면서 시즌 종료와 함께 해임되었다.

### 바니야스
2011년 11월 23일, 그는 UAE 프로리그의 바니야스의 신임 감독이 되었다. 바니야스 감독 취임 당시 구단은 11위에 있었고, 샤르자와 함께 바닥을 기어다니고 있었지만, 순위를 9위로 끌어올려 강등을 피할 수 있었다. 그는 UAE 프레지던트컵 결승까지 올랐지만, 알-자지라에 패했다. 그의 임기에 바니야스는 챔피언스리그에서 처음으로 조별 리그를 통과했지만, 칼데론의 전 소속 구단 알-힐랄과의 16강전에서 막히며 중도에 하차했다. 그 경기에서 패한 후, 그는 바니야스와의 계약을 연장하지 않았다. 그는 2012년 5월 30일에 공식적으로 구단을 떠났고, 2012년 6월에 페르세폴리스와 연결되었지만, 그 자리를 맡을 사령탑으로 마누엘 조세로 낙점되었다.

### 바레인 국가대표팀
2012년 10월 28일, 칼데론은 피터 테일러 감독의 해임으로 공석이 된 바레인 국가대표팀 감독이 되었다. 그가 처음으로 국가대표팀을 지휘한 경기는 2012년 12월 9일, 예멘과의 2012년 서아시아 축구 연맹 선수권 대회였다. 그러나, 그는 2013년 8월 13일에 해임되었다.

### 베티스
2014년 1월 19일, 그는 후안 카를로스 가리도 감독의 후임으로 라 리가의 베티스 감독이 되었다. 그러나, 그는 시즌 끝에 구단과 결별했다.

### 알-와슬
2014년 10월, 칼데론은 알-와슬의 감독으로 명명되었다. 2016년 5월, 그는 상호 계약 해지로 구단과 결별했다.

### 카타르 스포츠
2017년 7월 5일, 그는 카타르 스포츠의 2년짜리 계약서에 서명했다. 그러나 그는 2017년 11월 22일에 해임되었다.

### 페르세폴리스

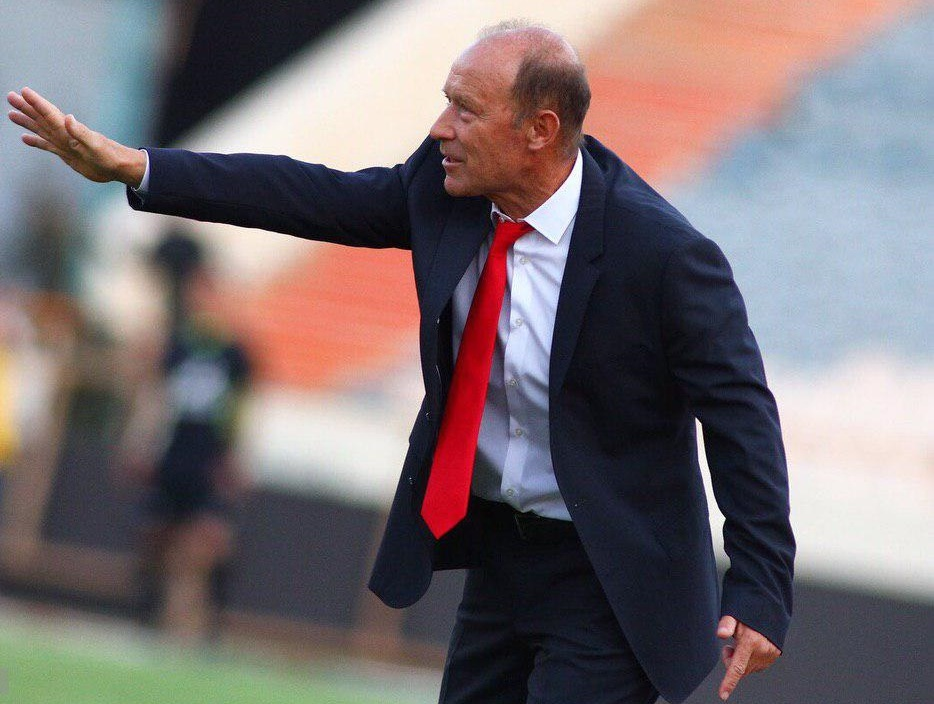
2019년 페르세폴리스의 칼데론

2019년 7월 1일, 칼데론은 브란코 이반코비치 감독의 알-아흘리 사우디행으로 공석이 된 페르시안 걸프 프로리그와 하즈피 컵을 석권한 페르세폴리스의 감독이 되었다. 그러나 2020년 1월 12일, 그는 구단의 재정난으로 페르세폴리스와 결별했다.

## 감독 통계
2022년 3월 11일 기준
| 구단           | 취임        | 해임        | 기록 | 기록 | 기록 | 기록 | 기록 | 기록 | 기록 | 기록   |
| 구단           | 취임        | 해임        | 전   | 승   | 무   | 패   | 득   | 실   | 차   | 율 (%) |
| -------------- | ----------- | ----------- | ---- | ---- | ---- | ---- | ---- | ---- | ---- | ------ |
| 캉             | 1997년 7월  | 2000년 5월  | 118  | 43   | 39   | 36   | 158  | 131  | +27  | 36.44  |
| 로잔 스포르    | 2003년 7월  | 2003년 12월 | 15   | 5    | 5    | 5    | 23   | 22   | +1   | 33.33  |
| 사우디아라비아 | 2004년 11월 | 2005년 12월 | 20   | 9    | 4    | 7    | 26   | 22   | +4   | 45.00  |
| 오만           | 2007년 4월  | 2008년 6월  | 28   | 13   | 11   | 4    | 34   | 27   | +7   | 46.43  |
| 알-이티하드    | 2008년 6월  | 2010년 1월  | 63   | 44   | 11   | 8    | 153  | 76   | +77  | 69.84  |
| 알-힐랄        | 2010년 12월 | 2011년 7월  | 37   | 25   | 9    | 3    | 73   | 31   | +42  | 67.57  |
| 바니야스       | 2011년 11월 | 2012년 5월  | 24   | 11   | 7    | 6    | 40   | 33   | +7   | 45.83  |
| 바레인         | 2012년 10월 | 2013년 8월  | 21   | 9    | 8    | 4    | 22   | 16   | +6   | 42.86  |
| 베티스         | 2014년 1월  | 2014년 5월  | 21   | 6    | 3    | 12   | 23   | 37   | −14  | 28.57  |
| 알-와슬        | 2014년 10월 | 2016년 5월  | 19   | 7    | 6    | 6    | 32   | 31   | +1   | 36.84  |
| 카타르 스포츠  | 2017년 9월  | 2017년 11월 | 9    | 1    | 1    | 7    | 8    | 21   | −13  | 11.11  |
| 페르세폴리스   | 2019년 7월  | 2020년 1월  | 19   | 14   | 1    | 4    | 24   | 7    | +17  | 73.68  |
| 호르 파칸      | 2022년 2월  | 현임        | 6    | 1    | 0    | 5    | 7    | 12   | −5   | 16.67  |
| 합계           | 합계        | 합계        | 400  | 188  | 105  | 107  | 628  | 466  | +162 | 47.00  |

## 수상

### 선수
파리 생제르맹
- 리그 1 준우승: 1988–89

시옹
- 스위스 슈퍼리그: 1991–92
- 스위스 컵: 1991

아르헨티나 U-20
- 세계 청소년 선수권 대회: 1979

아르헨티나
- 월드컵 준우승: 1990

### 감독
사우디아라비아
- 월드컵 본선행: 2006

알-이티하드
- 챔피언스리그 준우승: 2009
- 사우디 프로페셔널리그: 2008–09
- 국왕컵: 2010

알-힐랄
- 사우디 프로페셔널리그: 2010–11
- 크라운 프린스컵: 2011